# Фролов-Домнин, Иван Павлович
Иван Павлович Фролов-Домнин (1903—198.) — советский механик, участник атомного проекта, лауреат Государственной премии СССР (1968).
Окончил 2 класса церковно-приходской школы. Механик-самоучка. С 1916 года работал в Москве.
Во время Великой Отечественной войны — начальник цеха завода № 846 НКМВ (с октября 1943 года в составе НИИхиммаша), на котором выпускались миномёты. Награждён орденами «Знак Почёта» (03.06.1942) и Трудового Красного Знамени (16.09.1945).
В 1945 г. участвовал в ремонте звёзд на Кремлёвских башнях.
С 1946 г. работал в КБ-11 при Лаборатории № 2 АН СССР (с 1949 года — Лаборатории измерительных приборов АН СССР, ЛИПАН). Участник создания первого в СССР уран-графитового реактора «А» комбината № 817 (руководитель монтажного участка), за январь-февраль 1949 г. получил облучение 26 рентген.
С 1952 г. начальник службы главного механика (главный механик). Работал в Курчатовском институте до возраста 80 с лишним лет. За всё время получил облучение 600 рентген.
Лауреат Государственной премии СССР (1968, в составе коллектива) — за создание нового типа реактора (МР) для испытаний тепловыделяющих элементов и материалов.
Награждён орденом Ленина Указом от 29 октября 1949 года.